# Gabino Miranda Melgarejo
Gabino Miranda Melgarejo (* 19. Februar 1960 in Piscaya) war ein peruanischer römisch-katholischer Geistlicher und Weihbischof in Ayacucho o Huamanga.

## Leben
Gabino Miranda Melgarejo empfing am 17. Dezember 1987 das Sakrament der Priesterweihe. Er war Kaplan in San Jerónimo de Andahuaylas, Curahuasi und Chuluanca, Pfarrer der Kathedralpfarrei von Ayacucho und Rektor des dortigen Priesterseminars. Er war Mitglied der Priesterlichen Gesellschaft vom Heiligen Kreuz. Von 2001 bis 2003 studierte er an der Universität von Navarra und erlangte das Lizentiat der Theologie.
Am 3. Juli 2004 ernannte ihn Papst Johannes Paul II. zum Titularbischof von Usula und bestellte ihn zum Weihbischof in Ayacucho o Huamanga. Der Erzbischof von Ayacucho o Huamanga, Luis Abilio Sebastiani Aguirre SM, spendete ihm am 21. August desselben Jahres die Bischofsweihe; Mitkonsekratoren waren der Bischof von Abancay, Isidro Sala Ribera, und der Apostolische Nuntius in Peru, Erzbischof Rino Passigato. Gabino Miranda Melgarejo war zudem Generalvikar des Erzbistums Ayacucho o Huamanga.
Am 24. September 2013 versetzte ihn Papst Franziskus „wegen Sünden gegen das sechste Gebot“ zurück in den Laienstand. Ihm war vorgeworfen worden, bei der Beichte von Minderjährigen „sexuelle Dienste“ verlangt zu haben.